# Miltoniopsis bismarckii
Miltoniopsis bismarckii är en orkidéart som beskrevs av Dodson och David Edward Bennett. Miltoniopsis bismarckii ingår i släktet Miltoniopsis och familjen orkidéer. Inga underarter finns listade i Catalogue of Life.